# Helena Tulve
Helena Tulve (ur. 28 kwietnia 1972 w Tartu) – estońska kompozytorka.

## Życiorys
Studiowała kompozycję u Alo Põldmäe w tallińskiej szkole muzycznej, a następnie w latach 1989–1992 w Estońskiej Akademii Muzycznej pod kierunkiem Erkki-Svena Tüüra, będąc w tym czasie jego jedyną uczennicą. W 1992 wyjechała do Francji by kontynuować studia kompozytorskie w Konserwatorium Paryskim pod kierunkiem Jacques’a Charpentiera, które ukończyła w 1994 z pierwszą nagrodą. Dodatkowo w latach 1993–1996 studiowała chorał gregoriański i muzykę tradycyjną, również w Paryskim Konserwatorium. Brała udział w Międzynarodowych Letnich Kursach Nowej Muzyki w Darmstadcie prowadzonych przez Györgya Ligetiego i zajęciach Marca Stroppy prowadzonych podczas International Bartók Festival w Szombathely (1990) oraz kursach muzyki elektronicznej IRCAM w Paryżu (2001).
Od 2000 Tulve wykłada na wydziale kompozycji w Estońskiej Akademii Muzyki (od 2011 jako profesor). W latach 2012–2016 była prorektorem tej uczelni. Od 2015 jest dyrektorem artystycznym Estońskich Dni Muzycznych. Odznaczona estońskim Orderem Gwiazdy Białej (2005) oraz francuskim Orderem Sztuki i Literatury (2012).

## Twórczość
Inspirację do swojej twórczości czerpie z chorałów gregoriańskich i melodyki orientalnej, ale także z muzyki spektralnej i eksperymentów IRCAM. W swoich kompozycjach Tulve koncentruje się na barwie, fakturze i wysokościach tonów, wykorzystując czasem także mikrotony. Dla uniknięcia powtórzeń rozbudowuje wzory rytmiczne. Ale bardziej niż na tradycyjnych środkach wyrazu – takich jak rytm, melodia, harmonia – skupia się na „surowym” dźwięku, jego pochodzeniu, transformacji i rozpadzie. Zasadniczo tworzy głównie w obrębie muzyki widmowej, jednak bez stosowania procedur spektralnych. Nie korzysta też z żadnego z góry określonego systemu kompozycyjnego, pozwalając raczej, by kompozycja ewoluowała w sposób przypominający wzrost organiczny.

## Wybrane kompozycje
(na podstawie materiału źródłowego)

### Utwory sceniczne
- It Is Getting So Dark, opera kameralna, (libretto Sei Shōnagon, tłum. I.I. Morris), 2004
- Judith, muzyka do sztuki teatralnej Antona Hansena Tammsaare’a, 2006

### Utwory instrumentalne
- Phainomenon na fortepian, syntezator, marakasy, tam-tamy i taśmę, 1989–90
- Lethe na flet, obój, klarnet, wiolonczelę i fortepian, 1991
- Saar (Island) na klarnet i wiolonczelę, 1993
- Öö (Night) na kwartet saksofonowy, 1997
- à travers na zespół kameralny, 1998
- Sinine (Blue) na zespół kameralny, 1998
- Passage secret na 2 klarnety, 1999
- Sans titre na klawesyn, 1999
- Vertige na fortepian, 2000
- Cendres na flet, klarnet, 2 perkusje, 2 fortepiany, skrzypce, wiolonczelę i kontrabas, 2001
- Traces na flet, obój, klarnet, saksofon altowy i barytonowy, perkusję, skrzypce i kontrabas, 2001
- Valvaja (Guard) na obój, 2002
- Effleurements, éclatements… na gitarę i perkusję 2003
- ligne d’horizon na zespół kameralny, 2005
- extinction des choses vues na orkiestrę, 2007
- Hõbevalge (Silverwhite) na skrzypce solo, wiolonczelę i orkiestrę smyczkową, 2008
- Kolm laulu (Three Songs) na fortepian, 2008